# Gymnographa eludens
Gymnographa eludens är en lavart som först beskrevs av Stirt., och fick sitt nu gällande namn av Staiger. Gymnographa eludens ingår i släktet Gymnographa och familjen Graphidaceae.   Inga underarter finns listade i Catalogue of Life.